# Relevos Mundiales 2021
La V edición de Relevos Mundiales se celebró en Chorzów (Polonia) entre el 1 y el 2 de mayo de 2021 bajo la organización de World Athletics y la Federación Polaca de Atletismo.
Las competiciones se realizaron en el Estadio de Silesia de la ciudad polaca.

## Medallistas

### Masculino
| Evento            | Oro                                                                                            | Plata                                                                     | Bronce                                                                               |
| ----------------- | ---------------------------------------------------------------------------------------------- | ------------------------------------------------------------------------- | ------------------------------------------------------------------------------------ |
| 4 × 100 m (02.05) | Italia · Fausto Desalu · Marcell Jacobs · Davide Manenti · Filippo Tortu · 39,21               | Japón Ryuichiro Sakai Ryota Suzuki Daisuke Miyamoto Hiroki Yanagita 39,42 | Dinamarca Simon Hansen Tazana Kamanga-Dyrbak Kojo Musah Frederik Schou-Nielsen 39,56 |
| 4 × 200 m (02.05) | Alemania · Steven Müller · Felix Straub · Lucas Ansah-Peprah · Owen Ansah · 1:22,43            | Kenia Mark Odhiambo Mike Nyang'au Elijah Mathew Hesborn Ochieng 1:24,26   | Portugal Frederico Curvelo Delvis Santos Diogo Antunes André Prazeres 1:24,53        |
| 4 × 400 m (02.05) | Países Bajos · Jochem Dobber · Liemarvin Bonevacia · Ramsey Angela · Tony van Diepen · 3:03,45 | Japón Rikuya Ito Kaito Kawabata Kentaro Sato Aoto Suzuki 3:04,45          | Botsuana Isaac Makwala Boitumelo Masilo Ditiro Nzamani Leungo Scotch 3:04,77         |

### Femenino
| Evento            | Oro                                                                                      | Plata | Bronce                                                                                       |
| ----------------- | ---------------------------------------------------------------------------------------- | --- | -------------------------------------------------------------------------------------------- |
| 4 × 100 m (02.05) | Italia · Irene Siragusa · Gloria Hooper · Anna Bongiorni · Vittoria Fontana · 43,79      | Polonia · Magdalena Stefanowicz · Klaudia Adamek · Katarzyna Sokólska · Pia Skrzyszowska · 44,10          | Países Bajos · Jamile Samuel · Dafne Schippers · Nadine Visser · Naomi Sedney · 44,10        |
| 4 × 200 m (02.05) | Polonia · Paulina Guzowska · Kamila Ciba · Klaudia Adamek · Marlena Gola · 1:34,98       | Irlanda Aoife Lynch Kate Doherty Sarah Quinn Sophie Becker 1:35,93                                        | Ecuador · Ángela Tenorio · Virginia Villalba · Marizol Landázuri · Gabriela Suárez · 1:36,86 |
| 4 × 400 m (02.05) | Cuba · Zurian Hechavarría · Rose Mary Almanza · Lisneidy Veitía · Roxana Gómez · 3:28,41 | Polonia · Kornelia Lesiewicz · Małgorzata Hołub-Kowalik · Karolina Łozowska · Natalia Kaczmarek · 3:28,81 | Reino Unido Laviai Nielsen Amarachi Pipi Emily Diamond Jessie Knight 3:29,27                 |

### Mixto
| Evento                       | Oro                                                                                 | Plata                                                                                        | Bronce |
| ---------------------------- | ----------------------------------------------------------------------------------- | -------------------------------------------------------------------------------------------- | --- |
| 2 × 2 × 400 m (01.05)        | Polonia · Joanna Jóźwik · Patryk Dobek · 3:40,92                                    | Kenia Naomi Korir Ferguson Rotich 3:41,79                                                    | Eslovenia Anita Horvat Žan Rudolf 3:41,95                                                                          |
| 4 × 400 m (02.05)            | Italia · Edoardo Scotti · Giancarla Trevisan · Alice Mangione · Davide Re · 3:16,60 | Brasil · Anderson Henriques · Tiffani Marinho · Geisa Coutinho · Alison dos Santos · 3:17,54 | República Dominicana · Lidio Andrés Feliz · Anabel Medina Ventura · Marileidy Paulino · Alexander Ogando · 3:17,58 |
| 4 × 100 m con vallas (01.05) | Alemania · Monika Zapalska · Erik Balnuweit · Anne Weigold · Gregor Traber · 56,53  | Polonia · Zuzanna Hulisz · Krzysztof Kiljan · Klaudia Wojtunik · Damian Czykier · 56,68      | Kenia Priscilla Tabunda Michael Nzuku Nusra Rukia Wiseman Mukhobe 59,89                                            |

## Medallero
| Núm. | País                 | Oro | Plata | Bronce | Total |
| ---- | -------------------- | --- | ----- | ------ | ----- |
| 1    | Italia               | 3   | 0     | 0      | 3     |
| 2    | Polonia              | 2   | 3     | 0      | 5     |
| 3    | Alemania             | 2   | 0     | 0      | 2     |
| 4    | Países Bajos         | 1   | 0     | 1      | 2     |
| 5    | Cuba                 | 1   | 0     | 0      | 1     |
| 6    | Kenia                | 0   | 2     | 1      | 3     |
| 7    | Japón                | 0   | 2     | 0      | 2     |
| 8    | Brasil               | 0   | 1     | 0      | 1     |
| 8    | Irlanda              | 0   | 1     | 0      | 1     |
| 10   | Botsuana             | 0   | 0     | 1      | 1     |
| 10   | Dinamarca            | 0   | 0     | 1      | 1     |
| 10   | Ecuador              | 0   | 0     | 1      | 1     |
| 10   | Eslovenia            | 0   | 0     | 1      | 1     |
| 10   | Portugal             | 0   | 0     | 1      | 1     |
| 10   | Reino Unido          | 0   | 0     | 1      | 1     |
| 10   | República Dominicana | 0   | 0     | 1      | 1     |
|      | TOTAL                | 9   | 9     | 9      | 9     |